# San José de los Baylón
San José de los Baylón es una población del estado mexicano de Chihuahua, ubicada en el municipio de San Francisco del Oro, al sur del mismo.

## Localización y demografía
San José de los Baylón se encuentra localizada en el sur del estado de Chihuahua, muy cercano a los límites con el estado de Durango y forma parte del municipio de San Francisco del Oro. Sus coordenadas geográficas son 26°54′43″N 105°51′40″O / 26.91194, -105.86111 y a una altitud de 1 859 metros sobre el nivel del mar.
Se localiza junto a la Carretera Federal 24 que la comunica al este con la ciudad de Hidalgo del Parral y hacia el suroeste con Guadalupe y Calvo y Guachochi, siendo paso obligado de toda comunicación con la zona sur de la sierra de Chihuahua.
De acuerdo con los resultados del Censo de Población y Vivienda realizado en 2020 por el Instituto Nacional de Estadística y Geografía, tiene una población de 116 habitantes, de los que 57 son hombres y 59 mujeres. Se caracteriza por ser una población pequeña, con una gran tasa de migración hacia las principales ciudades de la región.